# Lycosa laeta
Lycosa laeta este o specie de păianjeni din genul Lycosa, familia Lycosidae, descrisă de L. Koch, 1877. Conform Catalogue of Life specia Lycosa laeta nu are subspecii cunoscute.